# Gornja Međeđa
Gornja Međeđa (en serbe cyrillique : Горња Међеђа) est un village de Bosnie-Herzégovine. Il est situé sur le territoire de la ville de Doboj et dans la république serbe de Bosnie. Selon les premiers résultats du recensement bosnien de 2013, il ne compte plus aucun habitant.